# Igor Vieru

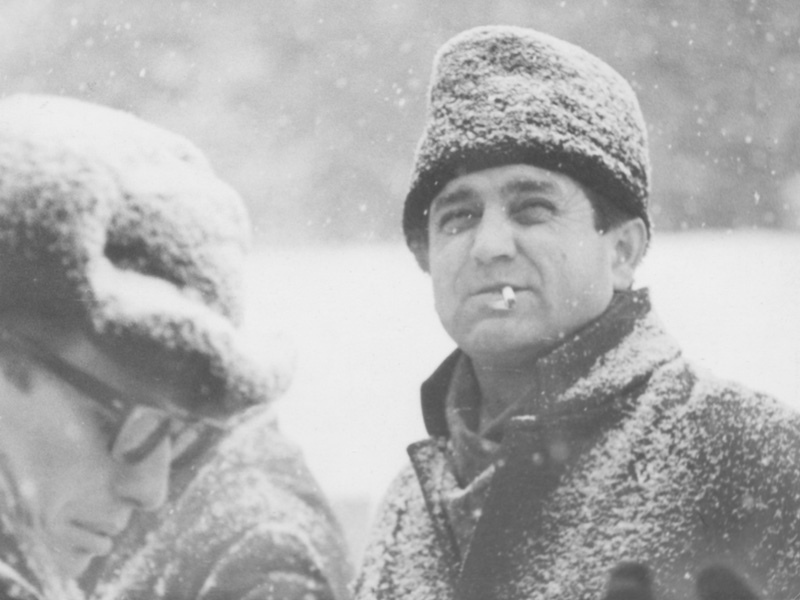
Vieru, 1970

Igor Vieru (Cernoleuca, 23 de diciembre de 1923-Cernoleuca, 24 de mayo de 1988) fue un pintor moldavo.
Su padre era aficionado a la pintura e Igor tras graduarse en secundaria en el pueblo vecino de Climăuți, estudió historia del arte y para completar sus estudios se matriculó en la Escuela de Bellas Artes de Chisináu en 1946, ciudad en la que más tarde sería director del museo de bellas artes.
También trabajó como profesor de pintura y en varias publicaciones.